# La Puebla de Híjar
La Puebla de Híjar es un municipio y localidad española de la provincia de Teruel, en la comunidad autónoma de Aragón. El término municipal, ubicado en la comarca del Bajo Martín y en el Bajo Aragón Histórico, tiene una población de 934 habitantes (INE 2024). 

## Geografía
El municipio tiene una superficie de 60,78 km². Integrado en la comarca de Bajo Martín, se sitúa a 153 km de Teruel. El término municipal está atravesado por la carretera nacional N-232, entre los pK 170 y 174, y por carreteras locales que permiten la comunicación con Híjar y Jatiel. La altitud del municipio oscila entre los 343 m al sur y los 200 m al norte, junto a la Acequia Alta. El pueblo se alza a 254 m sobre el nivel del mar. 
El núcleo urbano de La Puebla de Hijar se divide en el "pueblo" y el "barrio de la estación". Este barrio se desarrolló a raíz de la llegada del tren a esta localidad. Pertenece a los pueblos de la Ruta del tambor y el bombo.
| Noroeste: Azaila                    | Norte: Azaila y La Zaida (Zaragoza) | Noreste: Sástago (Zaragoza) |
| Oeste: Almochuel (Zaragoza) e Híjar |                                     | Este: Jatiel                |
| Suroeste: Híjar                     | Sur: Híjar                          | Sureste: Samper de Calanda  |

## Historia
Hacia mediados del siglo XIX, el lugar tenía contabilizada una población de 2321 habitantes. Aparece descrito en el decimotercer volumen del Diccionario geográfico-estadístico-histórico de España y sus posesiones de Ultramar de Pascual Madoz de la siguiente manera:

PUEBLA DE HIJAR (la): l. con ayunt. en la prov. de Teruel (33 horas), part. jud. de Hijar (1), dióc. y aud. terr. de Zaragoza (47), y c. g. de Aragon. sit. en el limite Set. de la prov. en un llano rodeado de huertas y perfectamente ventilado; goza de buen clima, siendo las intermitentes las enfermedades mas comunes. Se compone de unas 500 casas, entre ellas la del ayunt., siendo algunas de dos pisos y de buena distribucion interior. Hay 2 escuelas de educacion primaria para niños de ambos sexos; igl. parr. (La Natividad de Ntra. Sra.), cuyo curato se provee por el diocesano en concurso general, una ermita cerca del pueblo llamada del Sepulcro, y un cementerio que en nada perjudica á la salud pública. Confina el térm. por el N. con el de Azayla; por el E. con el de Jatiel; al S. con Hijar, y por el O. con Benazeite; pasa por el térm. la acequia llamada de Gaen, con cuyas aguas se riegan sus huertas. El terreno es de monte y huerta, y es en general árido, pero muy fértil en los años de lluvias. Su pintoresca huerta tiene unas 4,300 cahizadas divididas en tres calidades. Los caminos son de pueblo á pueblo, sin que baya carreteras reales ni provinciales. El correo se recibe tres veces en la semana, y sale otras tantas. prod.: trigo, cebada, panizo, vino, aceite, seda y lana; hay ganado lanar en número de unas 2,000 cabezas y bastante caza menor. ind.: hay 8 tejedores de lienzo, 6 alpargateros, 5 sastres y otros varios oficios; un molino harinero y otro de aceite. pobl.: 380 vec., 2,321 alm. riqueza imp.: 242,784 reales.
(Madoz, 1849, p. 237)

## Demografía
La Puebla de Híjar cuenta con una población de 934 habitantes (INE 2024).
| Gráfica de evolución demográfica de La Puebla de Híjar entre 1842 y 2021                                            |
| |
| Población de derecho según los censos de población del INE Población de hecho según los censos de población del INE |

## Economía
La actividad económica desarrollada en el municipio de La Puebla de Híjar está basada principalmente en el sector primario (agricultura y ganadería) y en el sector secundario (industria), aunque también podemos encontrar algunas actividades enmarcadas dentro del sector terciario (sector servicios). A continuación se describen brevemente cada uno de los diferentes sectores económicos presentes en la economía de La Puebla de Híjar.

### Sector primario
La productividad agrícola de La Puebla de Híjar se centra principalmente en el cultivo del olivo, del girasol, de árboles frutales y de algunos cereales como el trigo, la cebada y el maíz. Además, La Puebla de Híjar no es una localidad en la que abunden los grandes latifundios sino las pequeñas parcelas en las que se cultivan diferentes tipos de hortalizas para el consumo particular.
En La Puebla de Híjar se disponen de 6295 ha que podrían dividirse de la forma siguiente en función de su productividad y su uso agrario.
- Tierras de cultivo: 2934 ha.
  - Tierras de secano: 1909 ha.
  - Cultivo de regadío: 1025 ha.
- Terreno forestal: 3061 ha.
- Otras superficies: 300 ha.
  - Erial: 100 ha.
  - Terreno improductivo: 5 ha.
  - Terreno no agrícola: 192 ha.
  - Ríos: 3 ha.

Por lo que respecta a la ganadería, en La Puebla de Híjar, a pesar de existir la cría de ganado porcino y vacuno, lo que predomina es el ganado ovino lanar. Concretamente la especie predominante en este tipo de ganado es la "Rassa Aragonesa". Dentro de la actividad ganadera se desarrolla tanto el pastoreo como la estabulación.

### Sector secundario
Justo en las afueras del municipio de La Puebla de Híjar, en la salida a la carrerara N-232, se encuentra el polígono industrial de "Venta del Barro". Este polígono, gestionado por la Mancomunidad del Bajo Martín, fue creado en 1992 con el objetivo de favorecer el desarrollo industrial en toda la zona del Bajo Aragón Histórico y ofrecer trabajo a los jóvenes para impedir la creciente despoblación de todas las localidades del Bajo Martín.
El polígono industrial Venta del Barro cuenta con una superficie total de 412 665 m² y en él se encuentran instaladas principalmente un conjunto de pequeñas y medianas empresas de transformación. El Polígono posee todas las instalaciones necesarias para una óptima implantación y asentamiento de las empresas: distribución de energía eléctrica, alumbrado público, red telefónica, redes de abastecimiento de agua y saneamiento mediante arquetas individuales a pie de parcela, aparcamientos públicos, etc.

### Sector terciario
Dentro del sector terciario, en La Puebla de Híjar lo que predominan son los comercios de todo tipo como tiendas de muebles, tiendas de ropa, peluquerías, carnicerías, supermercados, etc; aunque también nos encontramos con otro tipo de establecimientos como el horno de pan, los bancos y cajas de ahorros, los bares y restaurantes; otros servicios como la estación de RENFE, el médico, la farmacia o la gasolinera; y los diferentes albañiles, electricistas, fontaneros, talleres mecánicos, de carpintería y de herrería.

## Administración y política
| Período   | Alcalde                   | Partido |  |
| --------- | ------------------------- | ------- |  |
| 1979-1981 | José Antonio Félez Calvo  | UCD     |  |
| 1981-1983 | Daniel Tena Arto          | UCD     |  |
| 1983-1987 | Santiago Millán Gracia    | PSOE    |  |
| 1987-1995 | Joaquín Úbeda Gracia      | PSOE    |  |
| 1995-1999 | Juana María Barreras Falo | PSOE    |  |
| 1999-2003 | Juana María Barreras Falo | PSOE    |  |
| 2003-2007 | Juana María Barreras Falo | PSOE    |  |
| 2007-2011 | Juana María Barreras Falo | PSOE    |  |
| 2011-2015 | Pedro Bello Martínez      | IUA     |  |
| 2015-2019 | Pedro Bello Martínez      | IUA     |  |
| 2019-2023 | Pedro Bello Martínez      | IUA     |  |

| Partido político    | Partido político                                   | 2003   | 2007   | 2011   | 2015   | 2019   | 2023   |
| Partido político    | Partido político                                   | Ediles | Ediles | Ediles | Ediles | Ediles | Ediles |
|                     | Izquierda Unida (IU)                               | 2      | 2      | 5      | 5      | 5      | 3      |
|                     | Partido de los Socialistas de Aragón (PSOE-Aragón) | 5      | 4      | 2      | 1      | 2      | 2      |
|                     | Partido Popular de Aragón (PP)                     | 2      | 3      | 1      | 1      | —      | 2      |
|                     | Partido Aragonés (PAR)                             | —      | —      | 1      | —      | —      | —      |
| Total de concejales | Total de concejales                                | 9      | 9      | 9      | 7      | 7      | 7      |

## Patrimonio
- Iglesia parroquial de la Natividad de la Virgen (siglo XVIII). En 1766 el duque de Híjar encargó a Agustín Sanz la supervisión de las obras encargadas a Joaquín Cólera, maestro de obras natural de Alcañiz. Este hecho es el causante de que esta iglesia no tenga una disposición centralizada, tal como era del gusto de Sanz, sino que se proyecta conforme al modelo denominado de planta de salón, que tuvo un gran arraigo en Aragón, con tres naves, la central mayor y cubierta por bóveda de arista y las laterales con lunetos. La parte central de la iglesia se cubre con una cúpula de gajos sobre pechinas que queda envuelta exteriormente por un tambor circular. La cabecera es también tripartita y de testero recto. Al exterior, las tres naves están cubiertas por una única techumbre a 2 aguas; el conjunto se completa con la torre cuadrangular que, junto a la portada se encuentra situada en el lado de la Epístola.
- Ermita de Nuestra Señora de los Dolores y el Santo Sepulcro (siglo XVII).
- Puente de la Torica (acueducto de dos niveles; siglo XIX).
- Plaza del Charif.

## Festividades
Las fiestas patronales y festividades locales que se celebran en la localidad de La Puebla de Híjar son las siguientes:
- 17 de enero: San Antón
- 20 de enero: San Fabián y San Sebastián
- 15 de mayo: San Isidro
- 25 de julio: Santiago Apóstol
- 15 y 16 de agosto: Asunción de la Virgen María y San Roque